# Státní znak Sýrie
Státní znak Sýrie zobrazuje stylizovaného orla zlaté barvy zaměřující doleva (heraldicky doprava), nad jeho hlavou jsou v oblouku umístěné tři pěticípé hvězdy. Orel má 14 per, které symbolizují 14 guvernorátů země.

## Historie
Sýrie získala nezávislost na Francii 17. dubna 1946. Státní znak tvořil stylizovaný sokol (symbol kmene Kurajšovců) hledící heraldicky vlevo. Sokol měl na hrudi orámovaný štít se třemi, pod sebou umístěnými, pěticípými hvězdami. V pařátech držel stuhu s arabským názvem státu الجمهوريّة السّوريّة‎, al-Džumhúríja as-súríja (česky Syrská republika). Přes ocasní pera byly položeny dvě ratolesti. Na dobových dokumentech byl znak zobrazován jednobarevně, dle některých zdrojů byl sokol černo-stříbrný se zlatými pařáty, štít byl stříbrný - orámovaný v barvách syrské vlajky (černo-bílo-zeleně), hvězdy byly červené, ratolesti a stuha zlaté.
1. února 1958 vznikla spojením Egypta a Sýrie  Sjednocená arabská republika. 22. února byl zaveden nový státní znak. Státní znak byl inspirován egyptským znakem a snahou o vytvoření arabské federace. Tzv. Saladinův orel byl zlatý orel s černými letkami a ocasními pery, na jehož hruď byl položen štít v barvách státní vlajky (červeno-bílo-černá trikolóra se svislými pruhy) i se dvěma zelenými pěticípými hvězdami. Orel stál na zlaté kartuši s černým opisem názvu státu v arabském kúfickém písmu.
Po rozpadu federace, státním převratu a vyhlášení Syrské arabské republiky (28. září 1961) byly opětovně zavedeny symboly z let před rokem 1958.
8. března 1963 byl po převratu strany Baas zaveden nový znak, vycházející ze znaku z roku 1946. Opět ho tvořil černo-stříbrný sokol hledící heraldicky vlevo. Na hrudi byl opět stříbrný štít, orámovaný v barvách vlajky (černo-bílo-zeleně), se třemi, nyní zelenými, pod sebou umístěnými pěticípými hvězdami. Sokol držel ve zlatých pařátech zlatou stuhu s černým, arabským opisem názvu státu. Na ocasních perech byly položeny dvě větévky. Existovala i varianta se stříbrnou stuhou a stříbrnými větévkami se zlatou kresbou.

Státní znak Sýrie (1946–1958; 1961–1963)
Znak Sjednocené arabské republiky v Sýrii (1958–1961)
Státní znak Sýrie (1963–1972)

2. září 1971 byla ustanovena Federace arabských republik (Egypt, Libye a Sýrie) a s účinností od 1. ledna 1972 zavedeny nové státní symboly. Znakem byl zlatý stylizovaný sokol hledící heraldicky vlevo, který měl na hrudi prázdný zlatý štít. Sokol držel v pařátech stuhu se zlatým arabským opisem názvu federace v kúfickém písmu.
V roce 1977, po tzv. Zelené revoluci, se federace de facto rozpadla, Egypt a Sýrie si však ponechaly státní symboly z roku 1972. V březnu 1980 vyvolal prezident Háfiz Asad debatu v syrském parlamentu o změně ústavního článku č. 6, týkající se státní vlajky, znaku a hymny. Reagoval (resp. protestoval) tím na navázání diplomatických styků Egypta s Izraelem (dohody z Camp Davidu). 30. března 1980 schválilo lidové shromáždění novou vlajku, státní znak byl změněn až v roce 1981. Byl tvořen stříbřitým (až tmavě šedým) sokolem hledícím heraldicky vlevo, se zlatou vnější kresbou a se zlatou kresbou jednotlivých per. Zlaté měl sokol i zobák a oko, černé měl běháky a drápy. Štít na hrudi byl stříbrný se dvěma zelenými, pěticípými hvězdami pod sebou, lemován byl panarabskými barvami (červeným, bílým a černým proužkem) a navíc (stejně jako sokol) i zlatým lemem (přibližně stejné šířky jako proužky). Pod štítem byly dvě zlaté větévky s černou kresbou, v pařátech držel sokol zlatou stuhu s černým, arabským opisem názvu státu الجمهوريّة العربيّة السّوريّة‎, al-Džumhúríja al-arabíja as-súríja (česky Syrská arabská republika).

Znak Federace arabských republik (1972–1977)
Státní znak Baasistické Sýrie (1982–2024)

Pravděpodobně v roce 1982 byl znak změněn do podoby, kterou měl další čtyři desetiletí. Po pádu režimu prezidenta Asada a převzetí moci přechodnou vládou v prosinci 2024 začala být tzv. vlajka nezávislosti používána jako neoficiální státní vlajka. Znak byl proto upraven, aby zahrnoval motiv nové vlajky. V této podobě byl používán na webových stránkách státních institucí, například úřadu premiéra, ministerstva zahraničí, či ministerstva školství, či na Twitterovém profilu ministerstva zahraničí. Obdobný znak byl syrskou opozicí používán již dříve, například na uniformách Syrské svobodné policie v roce 2017.  Znak se používal v různých variacích, v některých se sokolem hledícím heraldicky vlevo, stejně jako tomu byla na znaku svrženého režimu; v jiných s hledácím heraldicky vpravo. Měnilo se také pořadí barevných pruhů na erbu, přičemž bílá (stříbrná) byla vždy uprostřed.

Státní znak Sýrie (2024–2025; verze používaná na webu předsedy vlády[8])
Státní znak Sýrie (2024–2025; alternativní verze)
Státní znak Sýrie (2024–2025; verze používaná na profilu syrského prezidenta na síti X[9])

V roce 2025 byl státní znak nahrazen novým emblémem, který byl oficiálně představen prezidentem Ahmadem Šarou 4. července. Ten je tvořen zlatým orlem hledícím heraldicky vpravo, nad nímž jsou tři hvězdy odkazující na státní vlajku. Pět ocasních per odkazuje na pět geografických regionů (severní, jižní, západní, východní a centrální), sedm per na každém křídle odkazuje na 14 syrských guvernorátů a současně na 14 let občanské války.

Státní znak Sýrie (od 2025)
Státní znak Sýrie (od 2025; alternativní verze)
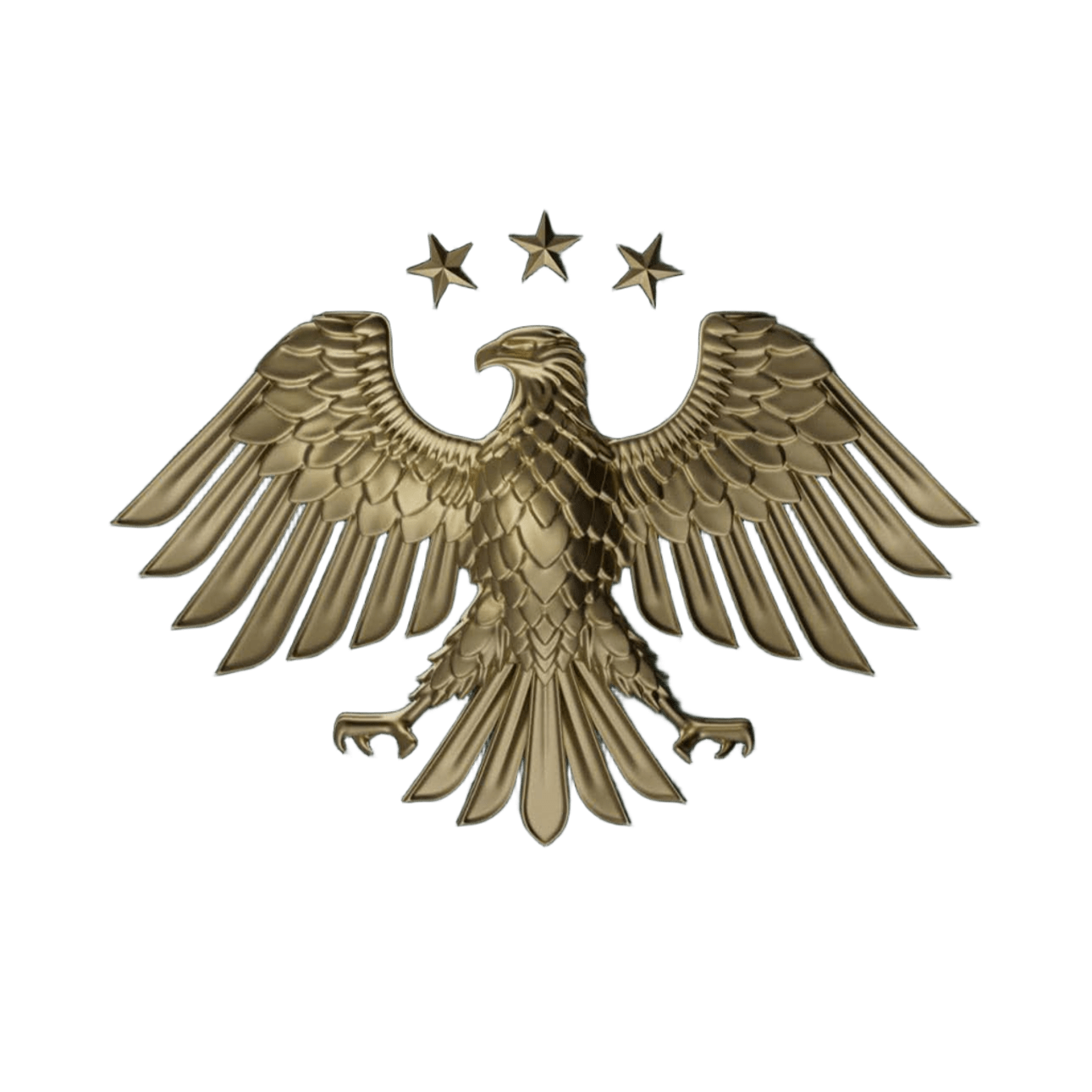
Státní znak Sýrie (od 2025; plastické zpracování)